# Henri Carré

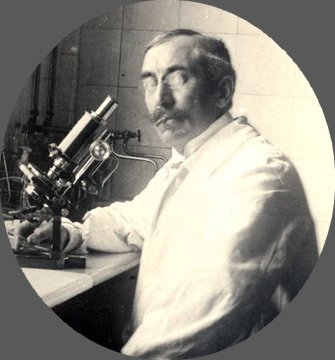
Henri Carré

Henri Joseph Carré (* 23. März 1870 in Avize, Département Marne; † 5. Juni 1938 in Maisons-Alfort bei Paris) war ein französischer Tierarzt, Infektiologe, Entdecker des Hundestaupevirus und Miterfinder der ersten Impfung gegen Maul- und Klauenseuche. Die Staupe wird ihm zu Ehren auch Carrésche Krankheit (frz. maladie de Carré) genannt.

## Karriere
Carré absolvierte die obligatorische Schulzeit und das Lycée in Avize. Danach studierte er an der Universität Alfort Tiermedizin. Nach dem Abschluss absolvierte er ein Praktikum am Institut Pasteur in Paris, das ihn auf verschiedene Auslandsreisen schickte. 1901 wurde er von seinem Lehrer Edmond Nocard (1850–1903) an das Laboratoire National de Recherches in Maisons-Alfort berufen, wo er sich der Erforschung der Maul- und Klauenseuche widmete. 1905 glückte ihm die weltweit erste Isolation des Erregers der Staupe. Zwischen 1904 und 1907 betrieb er Studien zur infektiösen Anämie der Pferde und zur Schweinepest. Von 1906 bis 1912 erforschte er die Infektiöse Agalaktie der Schafe und Ziegen. Ab 1920 beschäftigte er sich in Zusammenarbeit mit S. Vallée wieder mit der Erforschung der Maul- und Klauenseuche. Dabei wies er nach, dass verschiedene Typen des Maul-und-Klauenseuche-Virus existieren und entwickelte schließlich 1925 die erste Impfung gegen die Krankheit, die auf durch Formol inaktivierten Viren beruhte.
Nach dem Tod Edmond Nocards 1903 folgte Carré ihm als Direktor des Laboratoire National. 1908 wurde er zum Mitglied der Académie Vétérinaire gewählt. Er war Offizier der französischen Ehrenlegion sowie Offizier des Ordre du Mérite agricole. Anlässlich seiner Pensionierung 1937 wurde er zum Dirécteur Honoraire (Direktor ehrenhalber) des Labors ernannt.

## Familie
Carré heiratete am 12. März 1912 Marie-Rose Neulat und hatte mit ihr die drei Töchter Nicole, Jeanine und Denise.

## Publikationen
- Sur la maladie des jeunes chiens. In: Comptes rendus de l'académie des sciences [III]. 140, 1905, S. 689–690 und 1489–1491.